# Christopher Timothy
Christopher Timothy (Bala, 14 oktober 1940) is een Brits acteur, televisieregisseur en schrijver. Timothy is het bekendst door zijn rol als James Herriot in All Creatures Great and Small en als Mac McGuire in the BBC-serie Doctors.

## Carrière
Al op school deed hij mee aan enkele toneelstukken. Na school werkte hij bij een kleermaker Frank Newton's Gentleman's Outfitters in Shrewsbury. Zijn ambitie lag bij het toneel. Tussen 1960 en 1970 was hij lid van Laurence Olivier Royal National Theatre en trad op in producties zoals The Master Builder, Juno and the Paycock en Othello. Hierna kwam ook zijn filmloopbaan op gang die bestond uit rollen in films als Here We Go Round the Mulberry Bush, Alfred the Great, The Virgin Soldiers als Corporal Brook, Spring and Port Wine, Up the Chastity Belt, en de sekskomedie Eskimo Nell. Zijn televisieloopbaan begon in 1969 met de serie Take Three Girls en Doctor at Large in 1971, Some Mothers Do 'Ave 'Em in 1973 en Murder Most English: A Flaxborough Chronicle in 1977. Tussen 1978 en 1990 speelde hij zijn bekendste rol van James Herriot.
In 1980 speelde hij Jezus Christus in York Mystery Plays. In 2000 kreeg hij de rol van Brendan 'Mac' McGuir in de televisieserie Doctors gedurende zes jaar. Hij trad op als gastacteur in The Bill, Lewis, The Grapes of Wrath, All the Fun of the Fair, Haunting Julia en Casualty.
In maart 2013 trad hij op in het theaterstuk The Living Room. In 2014 speelde hij inspecteur Hubbard in Frederick Knotts toneelstuk Dial M for Murder, toen dat op tournee ging in een regie van Lucy Bailey.
In mei 2017 was hij voor het eerst te zien in de BBC-soapserie EastEnders, waar hij de rol van de gepensioneerde Ted Murray speelt.

## Biografie
Christopher Timothy werd geboren in Bala in Gwynedd in Wales en woonde daar tot zijn vijfde jaar. Daarna verhuisden zijn ouders naar Londen. Zijn vader was de BBC-presentator Andrew Timothy. Hij ging naar de Priory Grammar School in Shrewsbury tot 1952. Hij is getrouwd en heeft uit dat huwelijk een dochter. Uit een eerder huwelijk heeft hij zes kinderen.
Het leven van Christopher Timothy werd besproken in This Is Your Life.
- Gemeinsame Normdatei: 1176664042
- International Standard Name Identifier: 0000 0000 6349 992X
- Library of Congress Control Number: n84002542
- MusicBrainz: 7f12cd4e-b34e-47d2-911b-fcc1a0722451
- Nationale Bibliotheek van Tsjechië: pna2008444812
- Nationale Bibliotheek van Israël: 987007369280805171
- Virtual International Authority File: 6857149296167780670003